# Villa transradio
Villa transradio o ciudad transradio, se le dio el nombre de origen por la existencia de aproximadamente 40 antenas repetidoras de la Ciudad Autónoma de Buenos Aires y alrededores.
La ciudad está ubicada detrás de Camino de cintura, que pasa desde el Gran Buenos Aires al interior. Además hay una parroquia donde la cual se creó otra en Lanús Oeste, que le dio comienzo a través fiestas y espectáculos para la recaudación de dinero a que le daría un principio a la iglesia.

## Clima
En invierno se presentan, en áreas suburbanas, mucha neblina, muy común en el campo, aunque los terrenos son más extensos que en sector de Ciudad Autónoma de Buenos Aires y Gran Buenos Aires.